# Pitsane Siding
Pitsane Siding è un villaggio del Botswana situato nel distretto Meridionale, sottodistretto di Barolong. Il villaggio, secondo il censimento del 2011, conta 3.654 abitanti.